# Scolioplecta ochrophylla
Scolioplecta ochrophylla es una especie de polilla de la familia Tortricidae. Se encuentra en Australia en Queensland y el Territorio Del norte.

## Descripción
La envergadura es de aproximadamente 14 mm. Las alas anteriores son blanquecinas, con manchas gris paduzco oscuras, mezcladas con ocre parduzco. Las alas traseras son de color gris pálido.